# Адміністративний устрій Коломацького району
Адміністративний устрій Коломацького району — адміністративно-територіальний поділ Коломацького району Харківської області на 1 селищну та 4 сільські ради, які об'єднують 34 населені пункти та підпорядковані Коломацькій районній раді. Адміністративний центр — смт Коломак.

## Список радКоломацького району
| № | Назва                        | Центр          | Населені пункти | Площа км² | Місце за площею | Населення (2001), чол. | Місце за населенням |
| - | ---------------------------- | -------------- | --- | --------- | --------------- | ---------------------- | ------------------- |
| 1 | Коломацька селищна рада      | смт Коломак    | смт Коломак c. Жовтневе |           |                 |                        |                     |
| 2 | Покровська сільська рада     | c. Покровка    | c. Покровка c. Гладківка c. Панасівка c. Трудолюбівка                                                                                   |           |                 |                        |                     |
| 3 | Різуненківська сільська рада | c. Різуненкове | c. Різуненкове c. Вдовичине c. Ганнівка c. Гришкове c. Гуртовівка c. Каленикове c. Крамарівка c. Мирошниківка c. Прядківка c. Явтухівка |           |                 |                        |                     |
| 4 | Шелестівська сільська рада   | c. Шелестове   | c. Шелестове c. Білоусове c. Григорівка c. Нагальне c. Пащенівка c. Петропавлівка c. Підлісне c. Цепочкине                              |           |                 |                        |                     |
| 5 | Шляхівська сільська рада     | c. Шляхове     | c. Шляхове c. Андрусівка c. Бондарівка c. Бровкове c. Дмитрівка c. Кисівка c. Латишівка c. Логвинівка c. Миколаївка c. Сургаївка        |           |                 |                        |                     |

* Примітки: м. — місто, с-ще — селище, смт — селище міського типу, с. — село